# Zelfontspanner

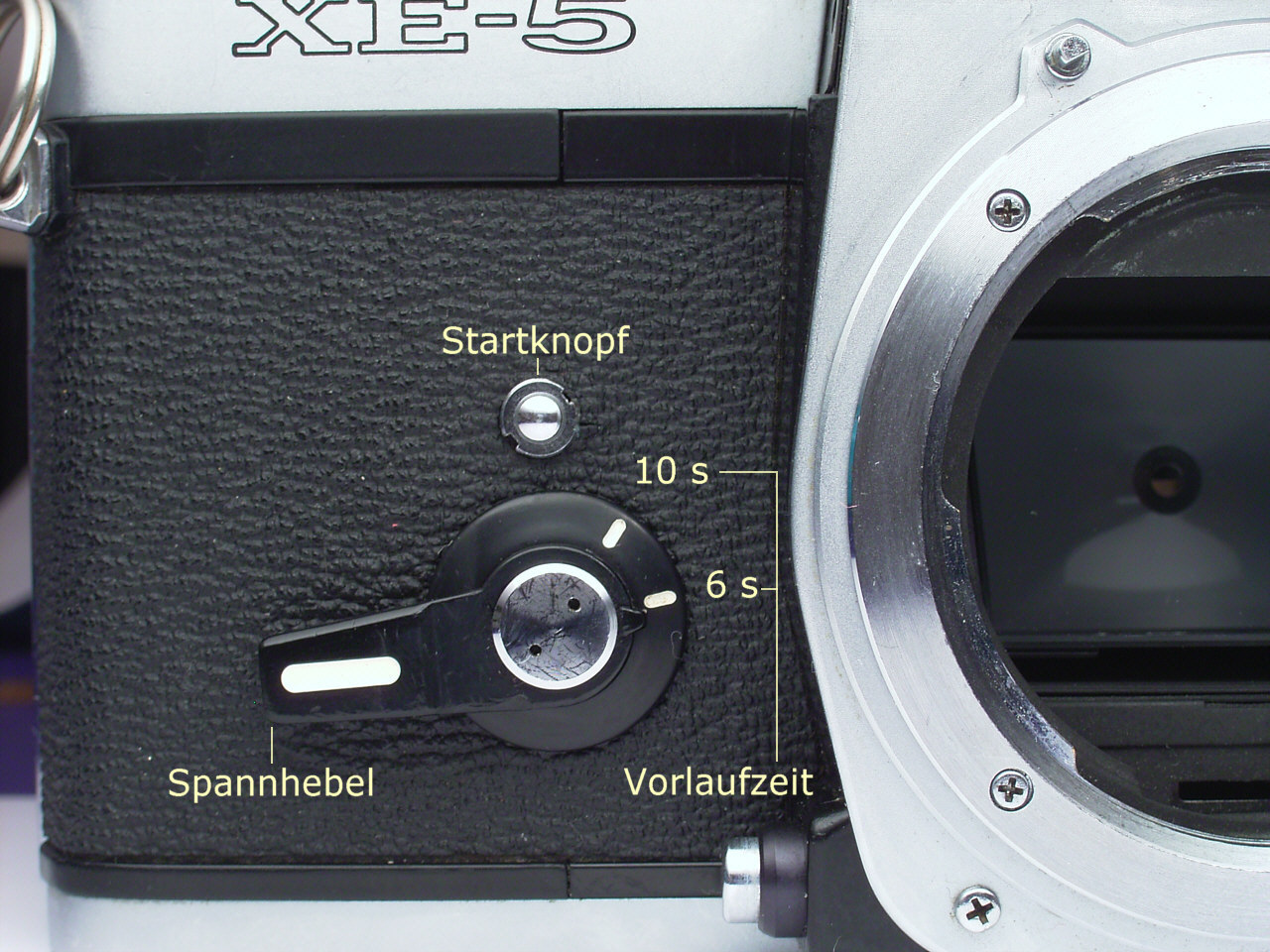
Een zelfontspanner op een mechanische camera (een Minolta XE-5).

De zelfontspanner is een functie op een fotocamera waarmee foto's genomen kunnen worden met een kleine vertraging tussen het indrukken van de ontspanknop en het maken van de foto. Het kan gezien worden als een bewust gebruik van de sluitervertraging.
De camera wordt bij het gebruik van de zelfontspanner meestal op een statief of een vaste ondergrond geplaatst. De zelfontspanner wordt vaak gebruikt om foto's te maken waar de fotograaf zelf op staat. Na het indrukken van de knop heeft de fotograaf even de tijd om zelf posititie te kiezen zodat hij zelf op de foto staat. Deze functie kan ook gebruikt worden om een groepsfoto te maken waar alle aanwezige personen op staan, zonder dat een extra fotograaf nodig is. 
De zelfontspanner kan ook gebruikt worden om trillingen te voorkomen tijdens een foto-opname. Dit is vooral handig in het donker, wanneer er lange sluitertijden noodzakelijk zijn voor een foto en elke trilling - dus ook de beweging die wordt veroorzaakt door het indrukken van de ontspanknop - kan zorgen voor een onscherpe foto.
Op oude mechanische camera's was een zelfontspanner een apart los apparaatje dat op de ontspannerknop kon worden geschroefd, waaruit na een ingestelde tijd een pinnetje omlaag drukte en zo de foto maakte. In moderne camera's is de zelfontspanner in de elektronica van het toestel geïntegreerd.

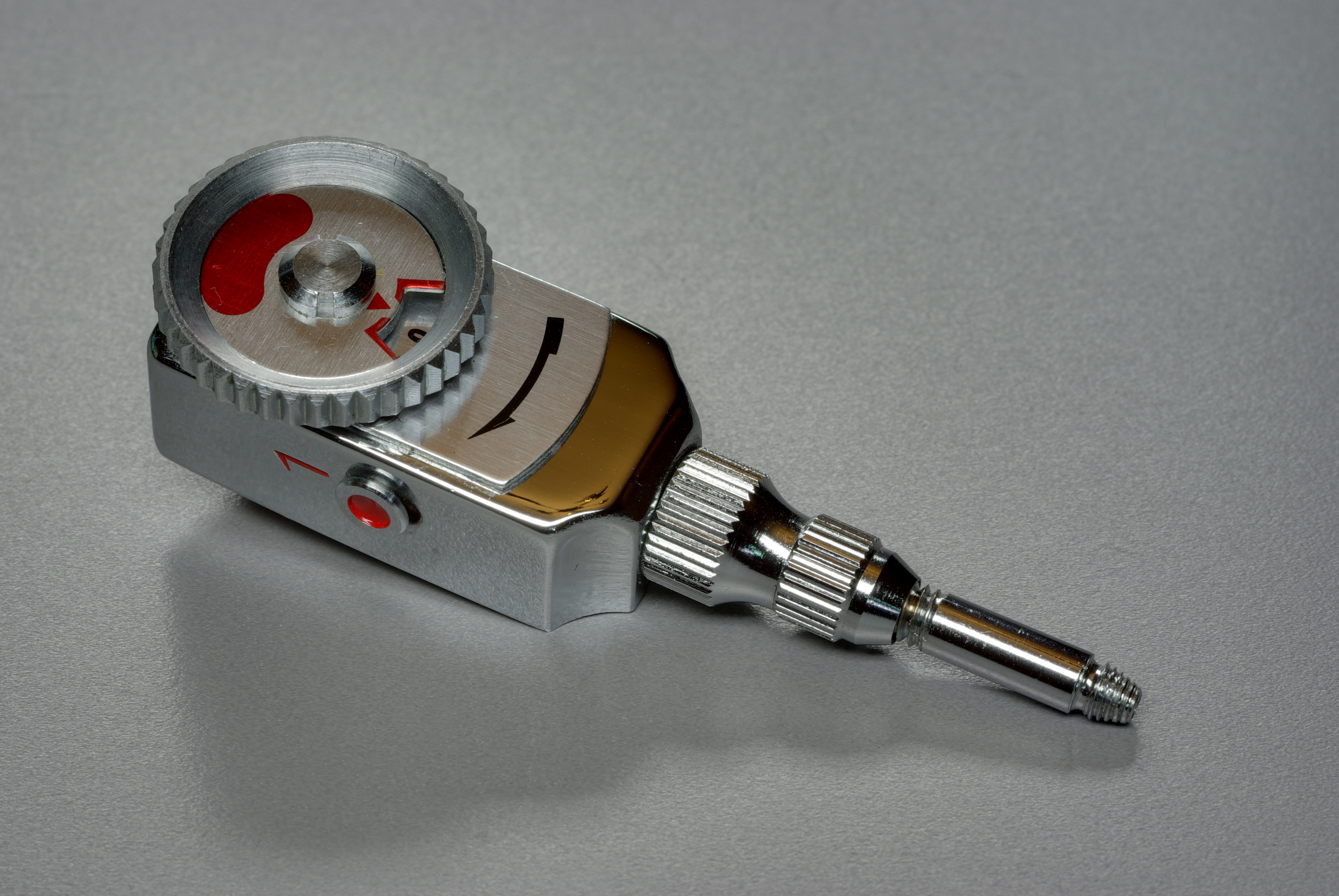
oude mechanische externe zelfontspanner
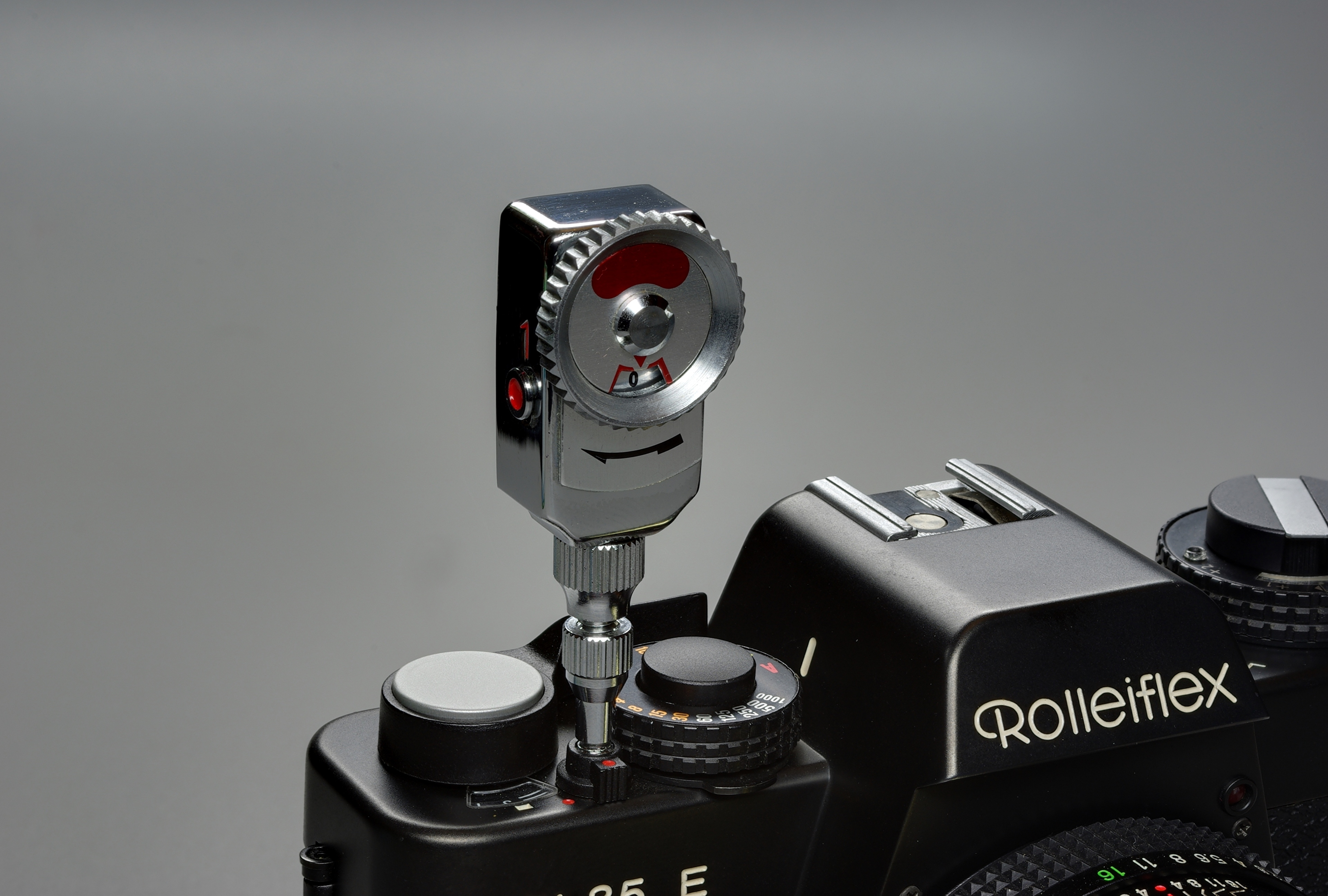
de externe zelfontspanner op een fototoestel geschroefd
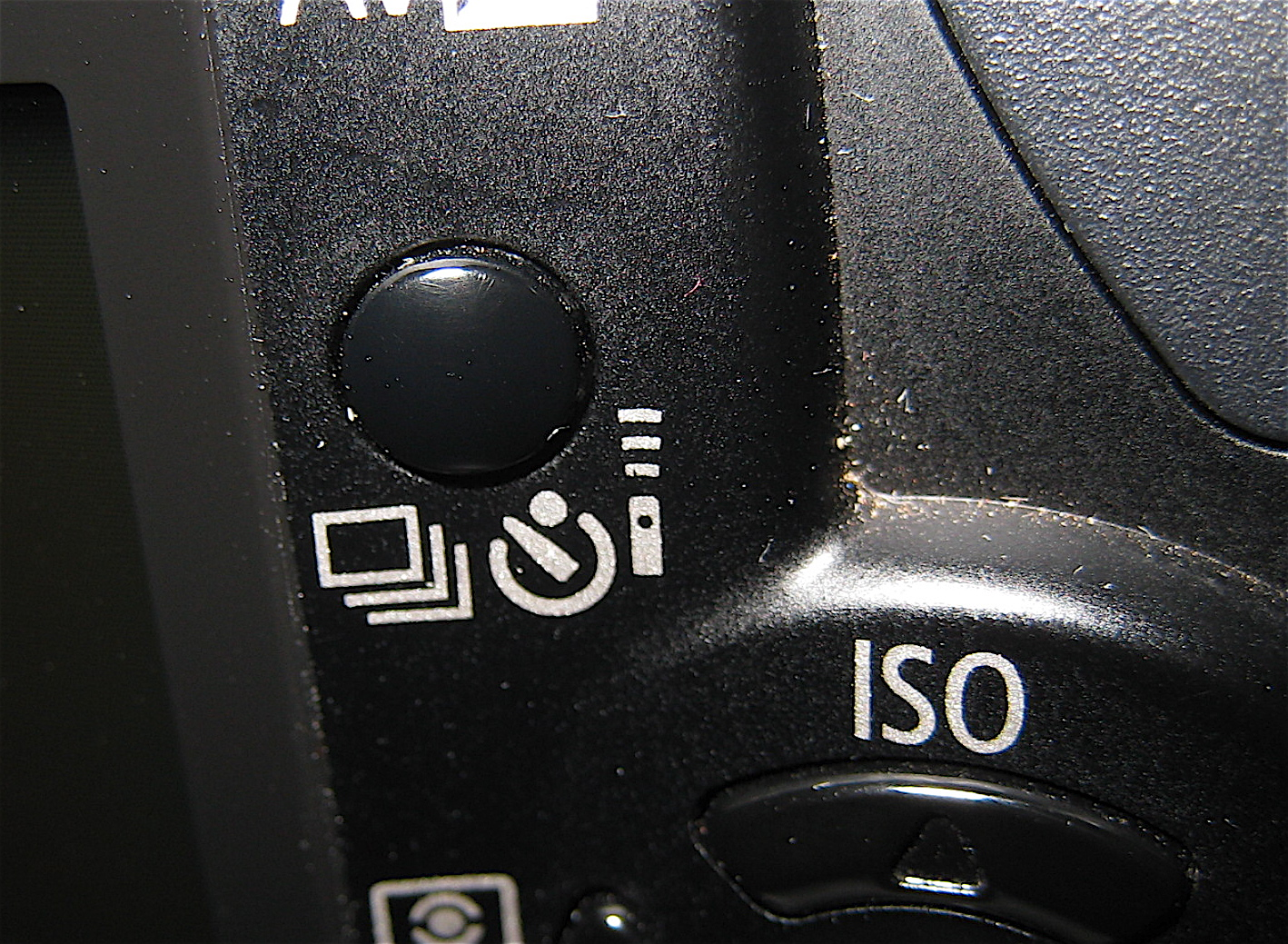
zelfontspannerknop op een moderne camera